# Šime Ljubić
Don Šime Ljubić (Stari Grad na Hvaru, 24. svibnja 1822. – Stari Grad na Hvaru, 19. listopada 1896.), župnik, teolog, hrvatski arheolog, povjesničar, političar i biograf.
Studirao je teologiju u Zagrebu, a povijest i slavistiku u Beču. Bio je upravitelj Arheološkog muzeja u Splitu, a boravio je u Mletačkim arhivima gdje se skupljao građu koju je kasnije objelodanila JAZU. Kasnije je bio ravnatelj Arheološkog muzeja u Zagrebu. Osnovao je Hrvatsko arheološko društvo i pokrenuo njegovo glasilo "Viestnik hrvatskoga areheologičkoga družtva". Pisao je radove iz antičke numizmatike, o prepovijesnim i rimskim nalazima, skupljao građu za Narodni muzej, objavio srednjovjekovne statute Budve, Skradina i Hvara te radove o odnosima Dubrovnika i Mletaka, o Markantunu de Dominisu, Petru Hektoroviću. Sudjelovao je u narodnom preporodu u Dalmaciji, a bavio se i književnim radom.

## Galerija
- Spomenik
- Kuća i mauzolej Šime Ljubića u Starom Gradu na Hvaru
- Spomen-ploča

## Vanjske poveznice
- (ita.) Šime Ljubić: Dizionario biografico degli uomini illustri della Dalmazia